# Xhatan
Ne doit pas être confondu avec Xitang ou Satan.
Le docteur Nicolas-Athanase Xhatan, appelé plus simplement Xhatan, est un super-méchant de l'univers de Bob Morane, créé par le romancier Henri Vernes. Son repaire est situé en « Haute-Birmanie ».
La série des romans dans lesquels il apparaît est appelée Cycle de Xhatan.
Son nom n'est pas sans rappeler l'une des identités du diable, Satan.

## Aspect physique
Il est ainsi décrit physiquement : 
« Un visage jeune encore, triangulaire et éclairé par des yeux légèrement bridés dont des sourcils relevés accentuaient encore l'éclat mystérieux. Le nez paraissait légèrement busqué et la bouche fine, aux commissures légèrement tombantes, donnaient à l'ensemble une apparence à la fois cynique et désabusée. Une courte barbe, taillée en pointe, accentuait encore l'aspect satanique de ce masque un peu irréel, mais humain cependant, jailli ainsi soudain de la nuit. » (Le mystérieux docteur Xhatan - no 79)
Voir une « illustration de Xhatan » sur le site NooSFere.

## Agissements
Sur le plan moral, c'est un mégalomane démesurément ambitieux.
Il possède une base secrète dans les souterrains d'un temple en Haute Birmanie, ainsi que plusieurs maisons dans le quartier du Marais, à Paris.
Xhatan est un savant génial qui s'est spécialisé dans l'étude de la lumière. Il a mis au point une forme d'énergie inconnue basée sur la lumière qui, sous forme d'anneaux, peut être maîtrisée, télécommandée et peut servir à immobiliser, torturer, tuer, ou téléporter un être humain. 

## Romans du Cycle de Xhatan
1. Opération wolf (no 60)
2. Le Mystérieux docteur Xhatan (no 79)
3. Xhatan, maître de la lumière (no 80)
4. Les Mangeurs d'âmes (no 94)
5. Rendez-vous à nulle part (no 106)